# Giulio Foresti

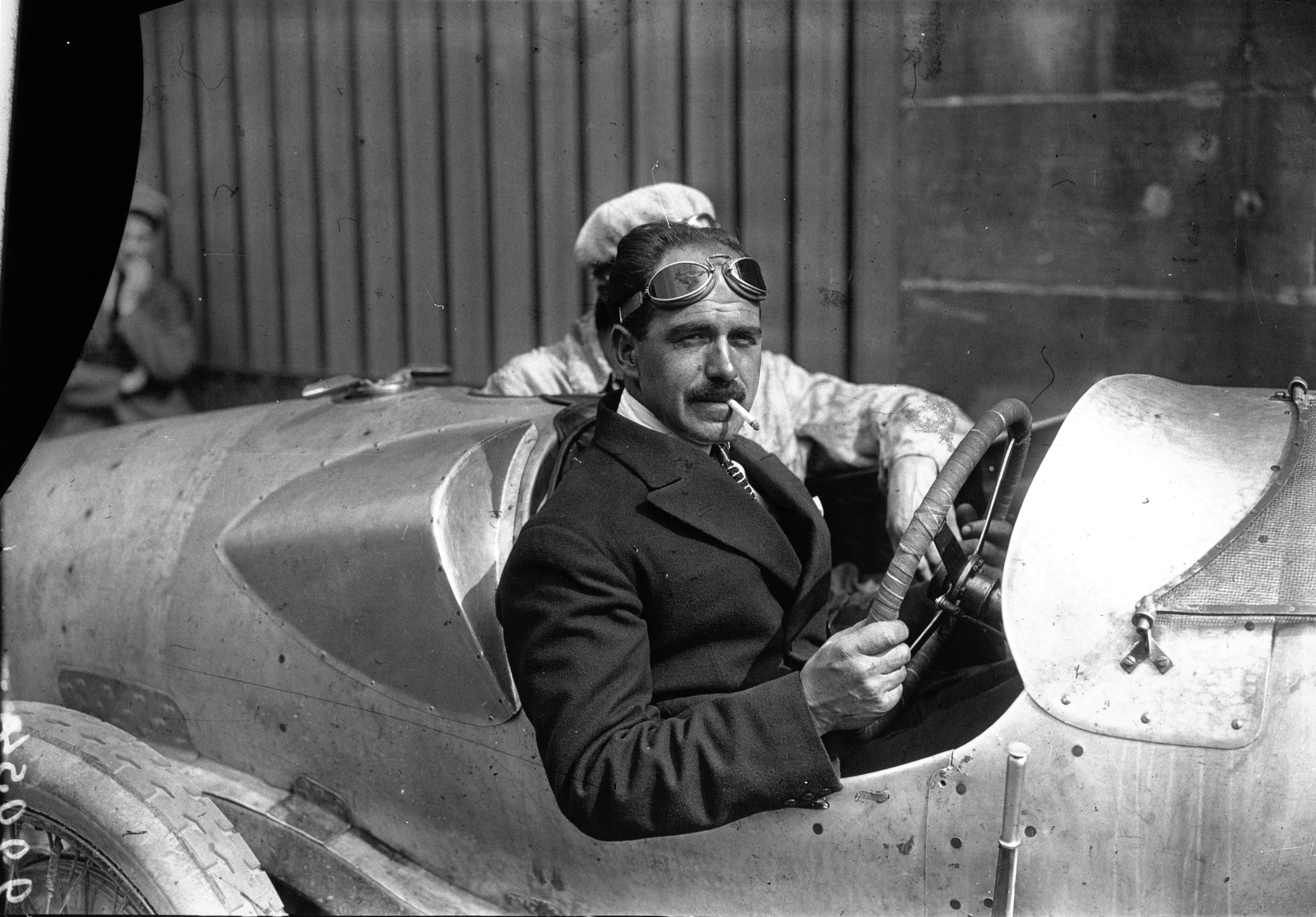
Giulio Foresti am Steuer eines Ballot 2LS; vor dem Start zum Großen Preis von Frankreich 1922

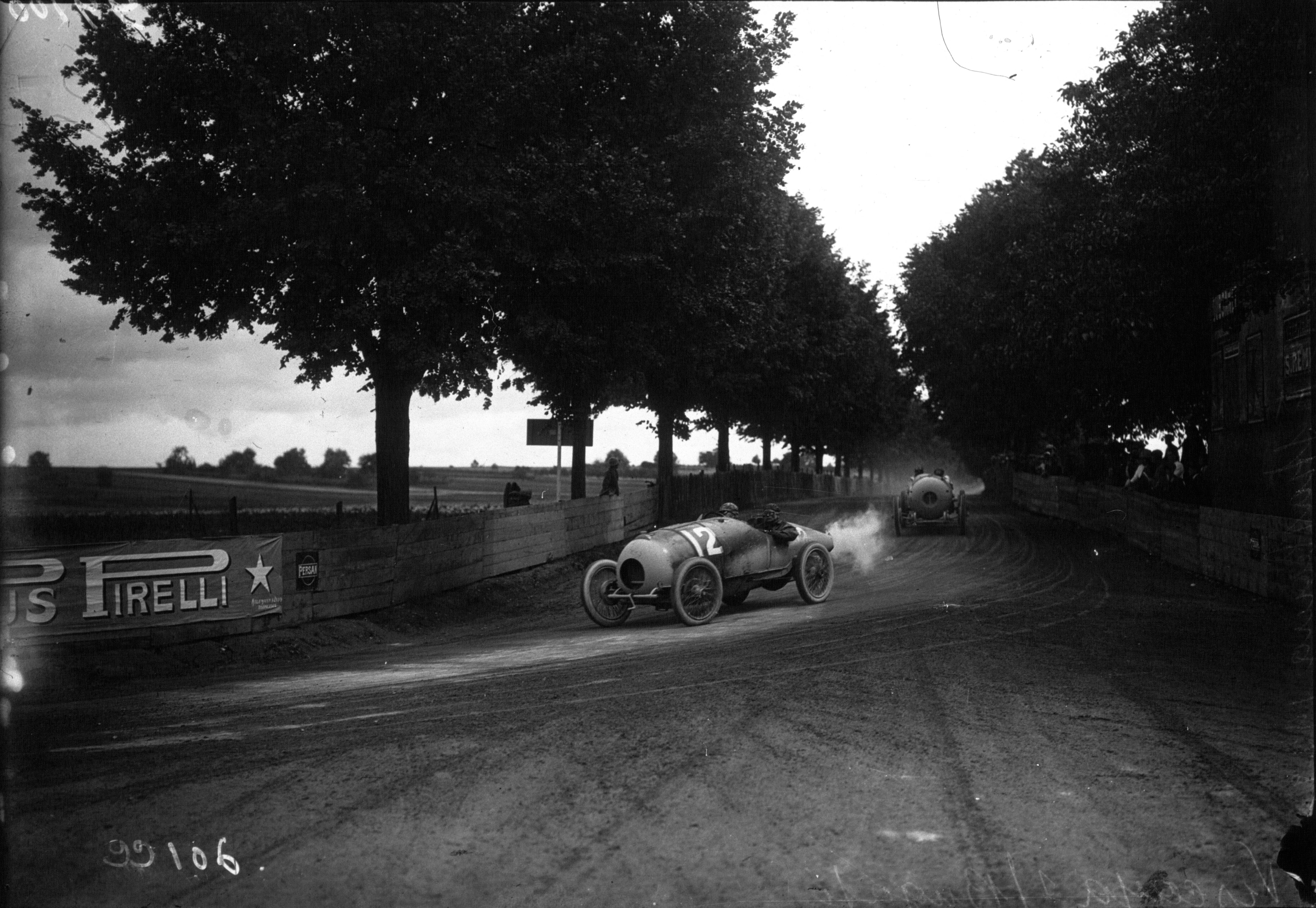
Giulio Foresti hinter Pierre de Vizcaya; beim Großen Preis von Frankreich 1922

Giulio Foresti (* 21. August 1888 in Bergamo; † 5. April 1965 in Mailand) war ein italienischer Automobilrennfahrer.

## Karriere
Giulio Foresti war in den 1920er- und frühen 1930er-Jahren als Rennfahrer aktiv. Über Monoposto-Aktivitäten des Italieners ist wenig bis nichts bekannt; belegt ist sein Antreten beim Großen Preis von Frankreich 1922. Besser bequellt sind hingegen Einsätze bei Sportwagenrennen. 1924 war er einer der ersten Italiener die beim damals noch jungen 24-Stunden-Rennen von Le Mans am Start waren. Gemeinsam mit Arthur Duray fuhr er einen Ariés 3-Litre. In den offiziellen Ergebnislisten ist ein Ausfall durch Defekt vermerkt, ohne auf die genaue Ursache einzugehen. Seine beste Platzierung bei diesem Langstreckenrennen war der vierte Gesamtrang 1926. 1928 gewann er die Targa Abruzzi, ein Sportwagenrennen in der Nähe von Pescara. Erwähnenswert ist auch der neunte Gesamtrang bei der Mille Miglia 1931.

## Statistik

### Le-Mans-Ergebnisse
| Jahr | Team                         | Fahrzeug               | Teamkollege       | Platzierung            | Ausfallgrund |
| ---- | ---------------------------- | ---------------------- | ----------------- | ---------------------- | ------------ |
| 1924 | Société des Automobile Ariès | Ariès Type S GP        | Arthur Duray      | Ausfall                | Motorschaden |
| 1925 | Officine Meccaniche          | O.M. Tipo 665S Superba | Aimé Vassiaux     | Rang 5                 |              |
| 1926 | Officine Meccaniche          | O.M. Tipo 665S Superba | Ferdinando Minoia | Rang 4 und Klassensieg |              |

### 24-St-Spa-Ergebnisse
| Jahr | Team                                | Fahrzeug             | Teamkollege       | Platzierung | Ausfallgrund |
| ---- | ----------------------------------- | -------------------- | ----------------- | ----------- | ------------ |
| 1925 | Società Anonima Officine Meccaniche | OM Tipo 665S Superba | Goffredo Zehender | Rang 19     |              |